# Grb Južnog Sudana
Grb Južnog Sudana je državno obilježje Republike Južni Sudan. Prihvaćen je u Skupštini Južnoga Sudana tijekom svibnja 2011. godine.

## Dizajn
Na grbu je prikazan afrički orao ribič (cipolaš) koji stoji nasuprot štitu i kopljima. Orao gleda preko heraldičkoga desnog ramena, s raširenim krilima, dok pandžama drži natpis s imenom države. Orao izražava snagu, otpor i viziju, dok štit i koplja označavaju zaštitu nove države.